# Kirum állomás
Kirum (Gireum) állomás a szöuli metró 4-es vonalának állomása, mely Szöul Szongbuk-ku (Seongbuk-gu) kerületében található. A közelben fekszik a Csongnung (Jeongneung) királyi sír.

## Viszonylatok
| 4-es vonal                                        | 4-es vonal                | 4-es vonal                                                  |
| ------------------------------------------------- | ------------------------- | ----------------------------------------------------------- |
| Miaszagori (Miasageori) Tanggoge (Danggogae) felé | személy- és expresszvonat | Szongsin (Seongsin) Női Egyetem Anszan (Ansan) és Oido felé |